# Матеріальні активи
Матеріальні активи — у бухгалтерському і в податковому обліку, а також в економіці підприємства тип ресурсів/ основних засобів підприємства, який, навідміну від нематеріальних активів, має відчутну фізичну (матеріально-речову) форму. До таких активів належать будинки, споруди, машини, сировина, матеріали, обладнання, готова продукція, тощо.. У широкому розумінні матеріальні активи — це основні фонди і активи будь-якого виду, відмінного від коштів, цінних паперів, дериватів та нематеріальних активів.

## Типи та класифікації
За способом виробництва матеріальні активи поділяються на відтворювані (основні засоби, запаси матеріальних оборотних засобів, матеріальні і художні цінності) і невідтворювані (земля, надра).
За характером операцій та діяльністю матеріальні активи поділяються на оборотні та необоротні.

### Оборотні матеріальні активи
- До оборотних матеріальних належать зокрема виробничі запаси, незавершене виробництво, готова продукція та товари.[4]

Класифікують матеріальні оборотні активи за такими ознаками:
- за видами (запаси сировини, матеріали, напівфабрикати, готова продукція, товари для продажу і т. д.);
- за характером участі в операційному процесі (активи, що обслуговують виробничий і фінансовий цикли);
- за ступенем ліквідності: середньоліквідні та низьколіквідні активи.[5]. Інколи виділяється третя група — повільноліквідні.[6]
- за функціональним призначенням в процесі виробництва;
- за часовими характеристиками: коротко-, середньо- та довготермінові (наприклад, нерухоме майно);
- за фінансовим ризиком вкладень;
- за нормованістю;
- за матеріально-речовим змістом.
- за місцем перебування.[6]

### Необоротні
До необоротних матеріальних активів належать як основні засоби, так і інші малоцінні майнові активи підприємства.